# Kristi Kirshe
Kristi Kirshe (14 de outubro de 1994) é uma jogadora de rugby sevens estadunidense.

## Carreira
Kirshe foi apresentada ao futebol desde muito jovem, jogando no programa de futebol Franklin Youth aos quatro anos de idade. Seus pais, Greg Kirshe e Kathleen Kirshe, jogaram futebol pela Cornell. Durante a infância e a juventude, Kirshe praticou uma grande variedade de esportes. Ela era a quarterback do seu time de futebol Pop Warner e jogou futebol, basquete e lacrosse na Franklin High School. No último ano, o time de futebol venceu o campeonato estadual.
Embora tenha participado de vários acampamentos de futebol da Divisão I, ela finalmente decidiu frequentar o Williams College , onde esperava encontrar um melhor equilíbrio entre a escola e os esportes. Enquanto estava na Williams, Kirshe quebrou vários recordes do Williams College, incluindo os recordes de gols em uma única temporada e gols em toda a carreira. Kirshe também ganhou vários prêmios de futebol, incluindo o prêmio de Jogador do Ano da NESAC 2016.
Após a formatura, Kirshe começou a trabalhar no escritório de advocacia Ropes and Gray, em Boston. Kirshe logo percebeu que sentia falta da emoção dos esportes competitivos e decidiu tentar o rúgbi a pedido de Grace Conley, uma colega de time de Kirshe no ensino médio e jogadora de rúgbi na Universidade de Boston. Embora inicialmente relutante, Kirshe começou a jogar rúgbi na primavera de 2018 pelo Boston Women's Rugby Club. Em 6 meses, Kirshe percebeu que era capaz de jogar rúgbi profissionalmente. Kirshe fez sua estreia com o time de sevens US Eagles em Sydney em 2019. Em 2021, ela competiu nas Olimpíadas de Verão de 2020 em Tóquio. Em 2022, ela foi novamente selecionada para os Estados Unidos para competir na Copa do Mundo de Rúgbi Sevens de 2022 na Cidade do Cabo.
Kirshe foi nomeada para a equipe feminina de sevens dos Estados Unidos para as Olimpíadas de Verão de 2024 em Paris. Seu time derrotou a Austrália na disputa pela medalha de bronze e ganhou a primeira medalha olímpica dos EUA em sevens.